# Kim Seon-u
Dans ce nom coréen, le nom de famille, Kim, précède le nom personnel.
Pour les articles homonymes, voir Kim.
Kim Seon-u est une poétesse sud-coréenne née en 1970 à Gangneung, dans la province de Gangwon.

## Biographie
Kim Seon-u est née en 1970 à Gangneung, dans la province de Gangwon-do et est considérée comme une des auteures féminines et féministes les plus en vue de la nouvelle vague littéraire coréenne. Elle s'est aussi fait connaître dans les milieux internationaux en devenant poète résidente au Centre de la Traduction Littéraire néo-zélandaise de l'Université Victoria, de septembre à octobre 2013.

## Œuvre
Le poète Na Huideok a affirmé que Kim était une poétesse au style « pudique mais pourtant dotée d'une sensualité imagée, évoquant la senteur des fleurs les plus chaleureuses, et (que) sa féminité émane abondamment de cette essence ». Les femmes dans sa poésie sont à la fois des « embryons, des mères, et des sages-femmes ». L'image de la femme généreuse, génératrice de vie, est une image centrale dans son premier recueil de poèmes, Si ma langue refuse de rester enfermée dans ma bouche (Nae hyeoga nae ibane gachyeo itgireul geobuhandamyeon). La célébration du corps de la femme est souvent accompagnée d'une réaction violente contre l'oppression masculine. Dans le poème qui reprend le titre de l'ouvrage, elle conçoit la libération du corps féminin de la domination du mâle à travers une série d'images crues et repoussantes.
Son second recueil de poèmes, M'endormir sous des fleurs de pêcher (Dohwa arae jamdeulda), prend pour thème la nature dans son état primitif, toujours avec un jeu de comparaison avec le corps féminin et sa fonction reproductrice. Dans Une montagne chauve (Mindungsan), c'est la sexualité et plus particulièrement celle des femmes qui prend forme dans la nature : « L'enfant nuage » avance ses lèvres contre « le sein clair des fleurs », ou encore « la langue du vent qui passe entre la taille des montagnes et soulève la graine eulalia » tout en « léchant la profonde vallée ». « L'herbe verte de l'hiver se tord et s'agite pour varier son plaisir et la montagne en elle-même s'étend avec ses jambes ouvertes face à l'ombre ».
Kim fait ainsi figure d'auteure symbole de l'émancipation sexuelle et littéraire des femmes en Corée du Sud.
En 2004, elle remporte le prix de littérature contemporaine (Hyundae Munhak).

### Recueils de poèmes
- 내 혀가 입 속에 갇혀 있길 거부한다면, Si ma langue refuse de rester enfermée dans ma bouche (2000)  (ISBN 8936421948)
- 물 밑에 달이 열릴 때, Quand la lune s'ouvre sous la mer (2002)
- 도화 아래 잠들다, M'endormir sous des fleurs de pêcher (2003)  (ISBN 9788936422295)
- 김선우의 사물들, Les Objets de Kim Seon-u (2005)
- 내 몸속에 잠든 이 누구신가, Qui s'est bien endormi dans mon corps ? (2007)  (ISBN 9788932017907)
- 내 입에 들어온 설탕 같은 키스들, Des baisers comme du sucre (2007)  (ISBN 8936421948)
- 우리말고 또 누가 이 밥그릇에 누웠을까, Qui s'est allongé dans cette assiette à part nous ? (2007)

### Contes
- 바리공주, La Princesse Bari (2003)